# Абха
 Тази статия е за града в Саудитска Арабия.  За мухафазата вижте Абха (мухафаза).  
Абха̀ (на арабски: أبها) е град в южна Саудитска Арабия, административен център на провинция Асир и мухафаза Абха. Населението му е около 236 157 души (2010).
Разположен е на 2235 метра надморска височина в планината Асир, на 80 километра североизточно от бреговете на Червено море и на 110 километра северозападно от границата с Йемен. Макар климатът да е горещ пустинен, той е относително умерен за страната, което, заедно с близките сравнително влажни западни склонове на Асир, привлича туристи през лятото.
Селището традиционно е център на земеделска област и спирка на керванните пътища в региона. При разпадането на Османската империя в края на Първата световна война местните емири за кратко стават самостоятелни, но през 1920 година градът е превзет от ихуаните на Абдул Азиз ибн Сауд, а след Саудитско-йеменската война от 1934 година е и официално присъединен към Саудитска Арабия. През 1999 година, на основата на местни клонове на два риядски университета, в града е създаден Университета „Крал Халид“.